# مارتین تور

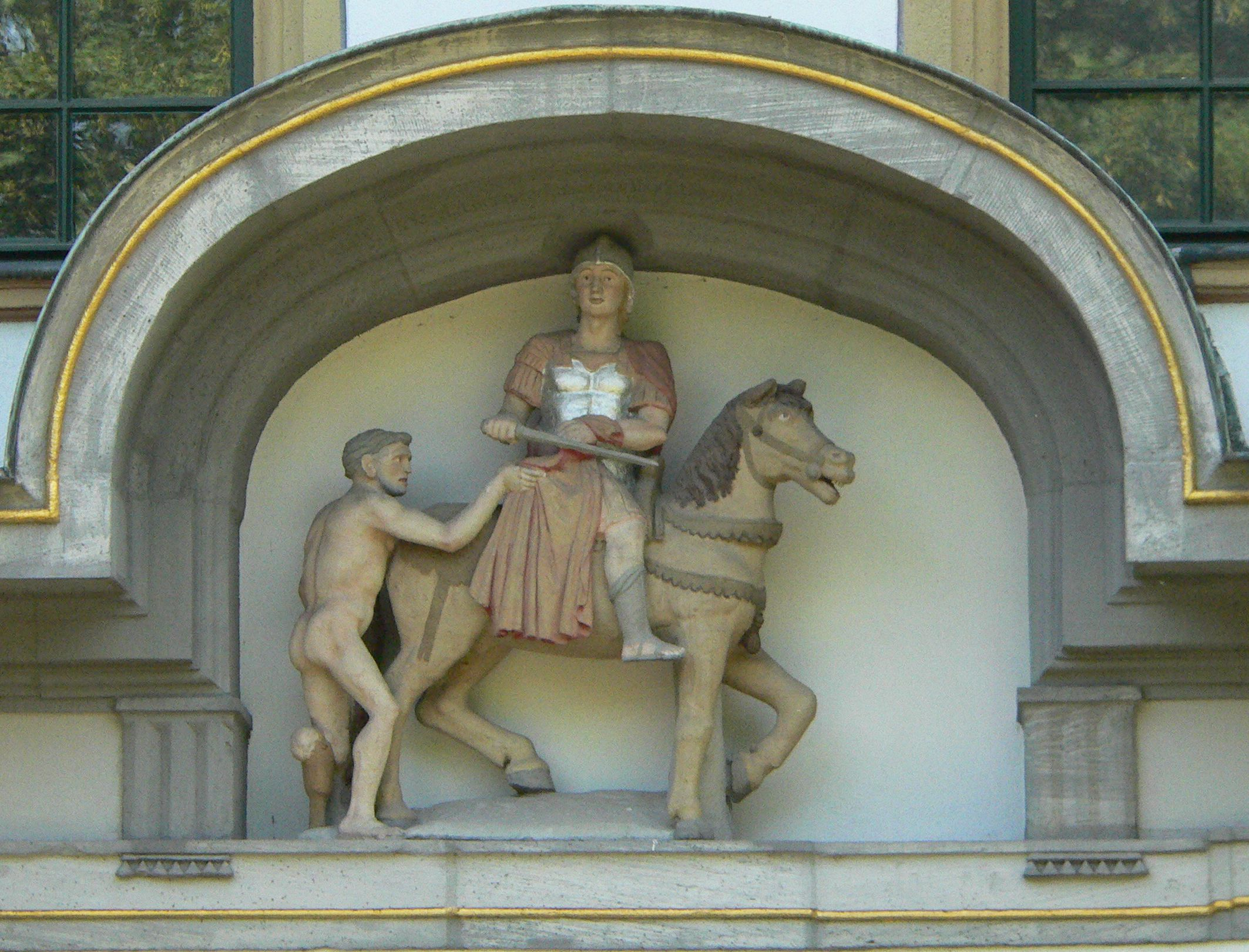

مارتین تور (لاتین: Sanctus Martinus Turonensis; ۳۱۶ – ۸ نوامبر ۳۹۷) اسقف تور بود مقبره وی در فرانسه قرار دارد که در مسیر حرکت وی به سوی سانتیاگو د کمپوستلا در اسپانیا بود. در مسیر حرکت وی مقادیر قابل توجهی افسانه رخ داد که وی را به یک از معروف‌ترین قدیس مسیحی تبدیل کرد. وی در سومبات‌هی, مجارستان به دنیا آمد و در پاویا, ایتالیا بزرگ شد و بخش اعظم زندگی‌اش را در فرانسه گذارند. وی همچنین از اولین اشخاصی بود که مخالفت با سربازی را آغاز کرد.